# Der Reigen (film fra 1920)
Der Reigen er en tysk stumfilm fra 1920 af Richard Oswald.

## Medvirkende
- Asta Nielsen som Elena
- Conrad Veidt som Petre Karvan
- Eduard von Winterstein som Albert Peters
- Irmgard Bern som Frau Peters
- Theodor Loos
- Loni Nest
- Willi Schaeffers
- Ilse von Tasso-Lind
- Hugo Döblin
- Willy Karin